# Gemeentehuis van Olne

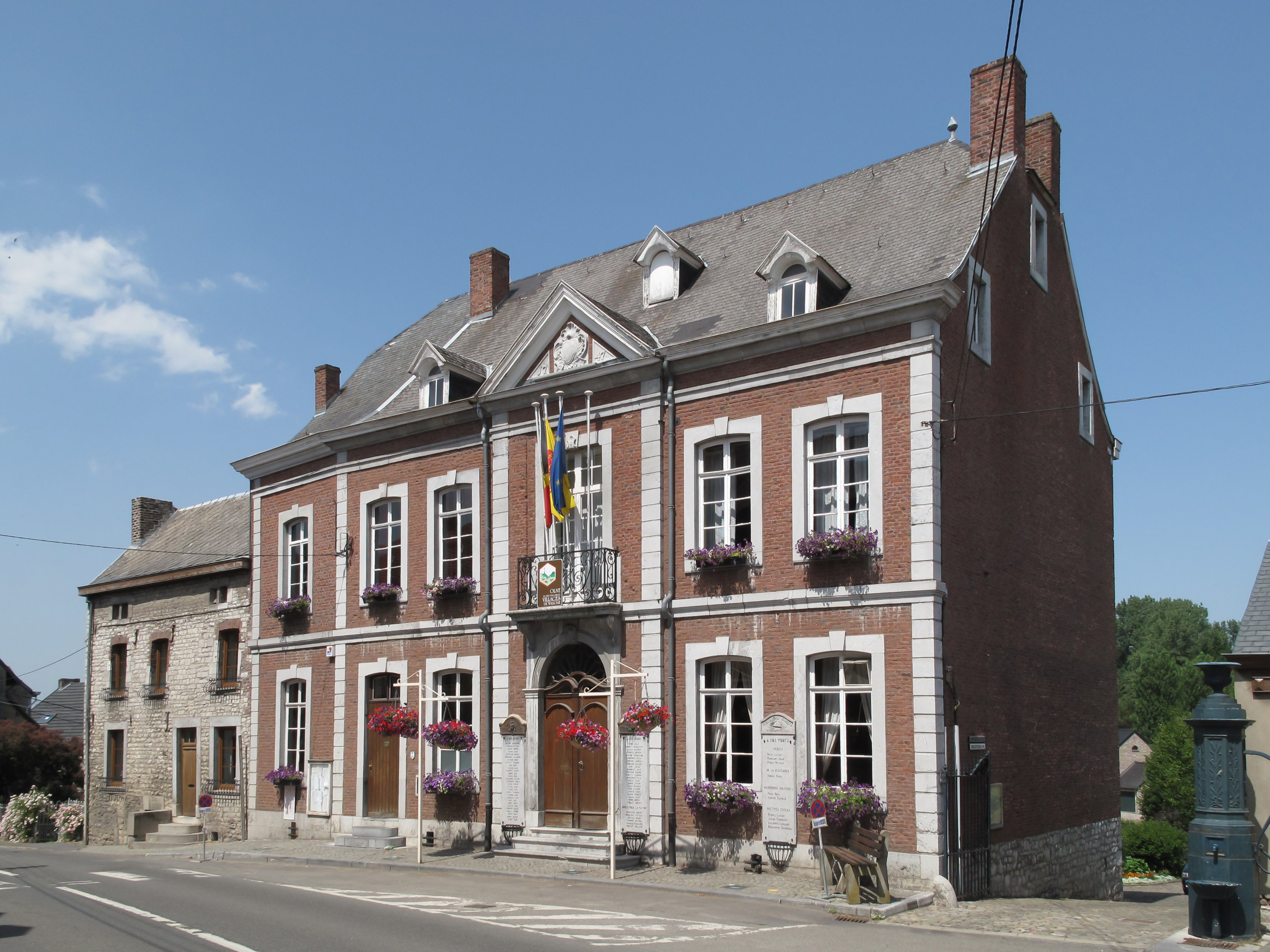
Gemeentehuis van Olne

Het Gemeentehuis van Olne is het gemeentehuis van de Belgische gemeente Olne, gelegen aan het Rue village 37.
Het gemeentehuis werd gebouwd in 1747 in classicistische stijl. Het gebouw is uitgevoerd in baksteen met kalkstenen omlijstingen, pilasters en dergelijke. Een fronton siert de ingangspartij van de voorgevel. De oorspronkelijke gevel is symmetrisch en kent vijf traveeën. Links daarvan is nog een travee bijgebouwd in dezelfde stijl.
Het interieur van het gebouw is rijk versierd. Deuren met houtsnijwerk, schoorsteenmantels, en rocaillewerk. Uitlopend op de Ry de Rode zijn er tuinen en terrassen.